# Batiquitos-Lagune

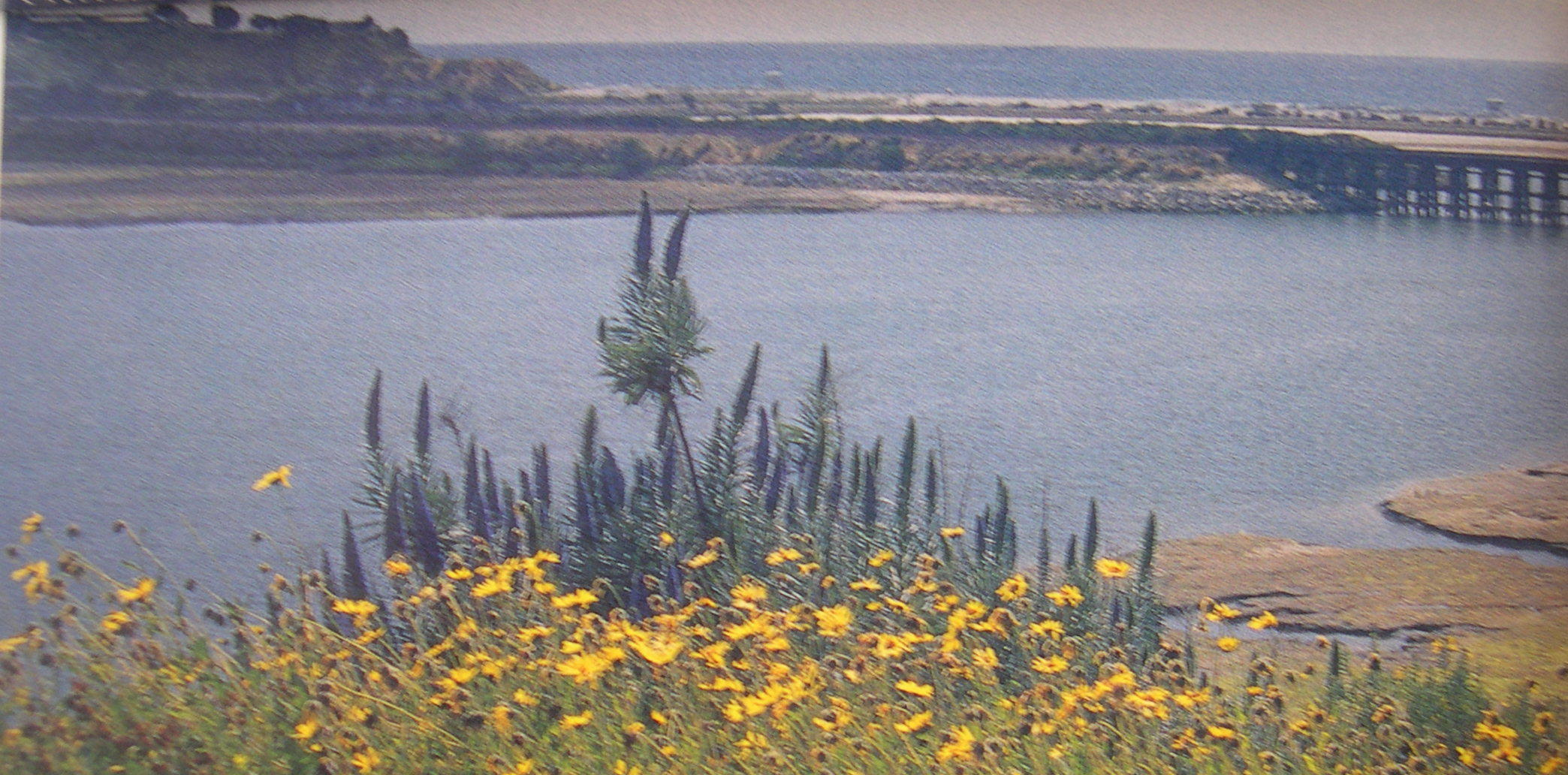
Batiquitos Lagoon

Die Batiquitos-Lagune ist ein 610 Hektar großes Feuchtgebiet an einer Flussmündung an der Küste zwischen Carlsbad und Encinitas in der Region North County im kalifornischen San Diego County. Sie hat ein Einzugsgebiet von etwa 55.000 Hektar. Ein Teil der Lagune ist als Meeresschutzgebiet (Meeresschutzgebiet Batiquitos-Lagune) ausgewiesen, das vom kalifornischen Ministerium für Fisch und Wild als Naturschutzgebiet verwaltet wird.

## Umgebung
Die primären Süßwasserzuflüsse sind der San-Marcos-Bach aus dem Osten und der Encinitas-Bach, der entlang des Green Valley nach Norden fließt und unter El Camino Real bzw. La Costa Avenue in die Lagune mündet. Es ist eines der wenigen verbliebenen Gezeitenfeuchtgebiete an der südkalifornischen Küste.

## Naturschutzgebiet
Die Batiquitos Lagoon Foundation setzt sich als private gemeinnützige Organisation für die Erhaltung der Lagune und die Aufklärung der Öffentlichkeit über die Naturgeschichte der Lagune ein. Die Stiftung betreibt das Batiquitos-Lagune-Naturzentrum, das neben verschiedenen Programmen auch geführte Wanderungen anbietet und über die Bedeutung der Lagune als Lebensraum für Vögel, Insekten, Pflanzen, Fische, Säugetiere und benthische Organismen aufklärt. An der Nordseite der Lagune verläuft ein 2,8 km langer rollstuhlgerechter Naturlehrpfad, der ungefähr ihrem Ufer folgt.

## Geschichte
Der Nachweis menschlicher Besiedlung der Batiquitos-Lagune reicht 8.000 Jahre zurück. Die Batiquitos-Lagune soll im 17. Jahrhundert ein Außenposten für Piraten gewesen sein.
Das Gebiet um die Lagune wurde in den 1870er Jahren für den Bau von Gehöften freigegeben. Verschiedene Bauprojekte und Straßen rund um die Lagune blockierten in den nächsten 100 Jahren die notwendigen Gezeiten, wodurch die Lagune verschlammte und größtenteils aus Süßwasser bestand. Dies hatte Auswirkungen auf das Ökosystem und reduzierte die Fischvielfalt auf nur fünf Arten.
Erst 1997 begann der Hafen von Los Angeles die Umweltsanierung der Batiquitos-Lagune. Seit dem Ende des Baus hat sich das Ökosystem der Lagune allmählich von einem begrenzten Nicht-Gezeitensystem mit begrenztem Lebensraumwert zu einem vollständig gezeitenabhängigen Salzwassersystem mit höherem Lebensraumwert gewandelt. Seit der Wiederherstellung der Gezeitenwirkung in der Lagune hat die Anzahl und Vielfalt der Fischpopulationen erheblich zugenommen und es wurden mehr als 65 Arten gefunden. Lagunen dienen als Brut- und Aufzuchtgebiete für eine Vielzahl von Küstenfischen. Sie bieten Lebensraum und Nahrung für einheimische Arten und dienen als Nahrungsgebiete für saisonale Arten.